# Haliren
Haliren (Halirem) ist ein osttimoresischer Ort im Sucos Cowa (Verwaltungsamt Balibo, Gemeinde Bobonaro).
Haliren liegt im Nordosten Cowas, im Nordwesten der Aldeia Lalis, auf einer Meereshöhe von 175 m. Nur eine kleine Piste verbindet das Dorf mit Lotan im Nachbarsuco Batugade im Norden. Die Piste, die in Richtung Süden zu den anderen Orten des Sucos Cowa führt, verschwindet bald in der Wildnis. Östlich und etwas weiter entfernt westlich fließen zwei Quellflüsse des Morak, der später zum Leometik wird.
In Haliren befindet sich eine Grundschule.